# Nadine Sierra
Nadine Sierra (født 14. maj 1988) er en amerikansk sopran, der synger opera. Hun er anerkendt som en af de førende lyriske sopraner i USA.
Hun begyndte at synge som 14 årig og havde sin første koncert i Helsinki i 2009. Hun var Gilda i Rigoletto i 2013 på Teatro San Carlo i Napoli, i 2015 på Metropolitan Opera og i 2016 på La Scala i Milano med Leo Nucci.
I januar 2016 sang hun ved Venedigs nytårskoncert på Teatro La Fenice sammen med Stefano Secco. I januar 2017 sang hun ved Palermos nytårskoncert på Teatro Massimo.

## Præmier
- Palm Beach Opera Vocal Competition, 2007
- Metropolitan Opera National Council Auditions, 2009[5]
- Florida Grand Opera Competition, 1. præmie, Miami, 2009[6]
- Gerda Lissner Foundation Competition, 1. præmie, New York, 2010[7]
- Neue Stimmen, 1. præmie Populære Jury, Gütersloh, 2013[8]

## Ekstern henvisning
- Wikimedia Commons har flere filer relateret til Nadine Sierra